# Formazione della Terra

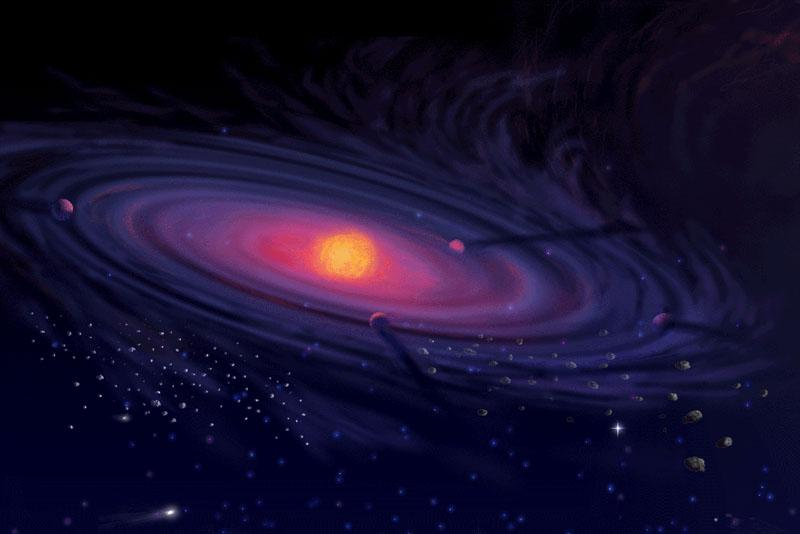
Formazione della Terra dalla nebulosa solare

La Terra si è formata circa 4,560 miliardi di anni fa dalla nebulosa solare.
All'inizio c'era un disco di polveri e gas in rotazione, ma dopo la formazione  del Sole il materiale in eccesso cominciò ad aggrupparsi in diverse zone, formando i pianeti oggi conosciuti. Dapprima il materiale si unì in corpi di qualche chilometro, che cominciarono a urtarsi come palle da biliardo, a collidere, a unirsi e a fondersi in altri corpi sempre più massicci, e a formare i protopianeti.
Inizialmente la massa della Neoterra era un agglomerato di roccia, metalli, gas ed elementi radioattivi in uno stato di fusione. Le alte temperature presenti erano dovute alla produzione di calore legato alla radioattività naturale degli elementi presenti, ma anche ai continui impatti che aggiungevano materiale alla prototerra. In questo stato di fusione, la Terra doveva presentarsi come una sfera fusa omogenea e indifferenziata. Presto, tuttavia, nel fuso in via di raffreddamento cominciarono a separarsi i materiali più pesanti che si concentrarono verso il centro (materiali basati su elementi detti siderofili, come il ferro di cui infatti è principalmente costituito il nucleo terrestre), e quando l'acqua si accumulò raffreddò la parte esterna del futuro pianeta formando così una crosta. La crosta è invece ricca di elementi che creano composti leggeri (i minerali silicati). Tali elementi sono detti litofili. 
Non è dato sapere se l'acqua si sia formata per reazione tra idrogeno e ossigeno, o sia giunta dallo spazio come tale.
Si ebbe dunque la separazione della Terra in tre gusci concentrici: crosta, mantello e nucleo. 
La prima ricca di elementi litofili, ovvero che prediligono formar composti leggeri e poco densi, il secondo anch'esso silicatico ma molto ricco di ferro e magnesio, il terzo ricco in siderofili e composto da pesanti leghe di ferro e nichel. 
Da osservare che non è la pesantezza (in termini di peso atomico) di un elemento ad aver determinato il suo sprofondamento, ovvero il suo accumularsi nel nucleo o, al contrario, a fluitare verso la crosta: è invece la tendenza che un elemento ha nel formare composti leggeri (silicati) o pesanti (leghe metalliche) a determinare tale comportamento. In altre parole, se esso è litofilo o siderofilo. 
A titolo di esempio, l'uranio, essendo il novantesimo elemento della tavola periodica, ha una considerevole massa. Ci si aspetterebbe dunque di trovarlo accumulato nel nucleo e assente nella crosta. Invece esso è presente, seppur in poche parti per milione, nella crosta: forma infatti minerali leggeri ed è quindi un litofilo. 
L'attività vulcanica produsse l'atmosfera primordiale; il vapore acqueo condensato e incrementato dal ghiaccio trasportato dalle comete formò gli oceani.
I moti della Terra dovevano essere molto più veloci che oggi. A seguito della formazione della Luna (probabilmente a causa di un impatto con un corpo celeste errante) si instaurò un sistema Terra-Luna in cui la seconda, a causa della sua gravità, rallenta e stabilizza i moti terrestri, e ne riduce le variazioni di inclinazione dell'asse.  Probabilmente, senza questa azione stabilizzatrice, la vita come la conosciamo non potrebbe sussistere. 
Si ipotizza che, circa 4 miliardi di anni fa, la prima molecola si duplicò gettando le basi necessarie alla nascita del primo antenato comune a tutta la vita. Da dove essa provenga è un mistero, me alcuni studi hanno suggerito che le molecole basilari per la vita possano provenire dai meteoriti che bombardarono incessantemente la terrà fino a circa 3,5 miliardi di anni fa. È ancora dibattuto se la vita si sia poi formata in mare o in ambiente subaereo. 
La fotosintesi ha permesso che le forme di vita accumulassero direttamente l'energia dal Sole; comparsa con i cianobatteri (organismi che a lungo dominarono le acque del pianeta) produsse una progressiva diminuzione di anidride carbonica e un conseguente aumento di ossigeno. L'ossigeno che ne derivò, dopo aver saturato le acque ed essersi diffuso in atmosfera, creò lo strato di ozono, che è una forma di ossigeno molecolare (O3), negli strati più alti dell'atmosfera, a causa della sua scissione e successiva ricombinazione causata dalla radiazione solare. 
L'incorporazione di piccole cellule da parte di quelle più grandi provocò lo sviluppo di cellule complesse dette eucarioti; così la vita aiutata dall'ozono che assorbiva i nocivi raggi ultravioletti cominciò a colonizzare il pianeta.
Dopo il Cambriano (490 milioni d'anni fa) ci furono cinque estinzioni di massa; l'ultima accadde quando scomparvero i dinosauri a causa dello scontro di un meteorite, che però ha contribuito all'affermazione dei mammiferi.